# Passiflora morifolia
Passiflora morifolia es una planta perenne, trepadora de la familia Passifloraceae, nativa de América Central y Sudamérica.

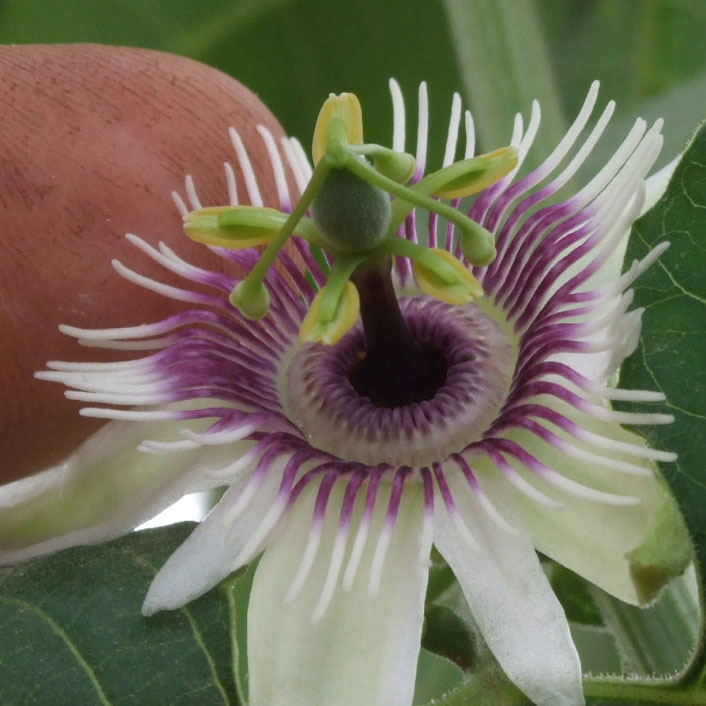
Detalle de la flor

## Descripción
Puede alcanzar una altura de 3 metros, produce vistosas flores ornamentales y un fruto de color azul o púrpura de 2 cm de diámetro. Se cultiva como ornamental.

## Taxonomía
Passiflora morifolia fue descrita por Maxwell Tylden Masters y publicado en Flora Brasiliensis 13(1): 555. 1872.
Etimología
Ver: Passiflora
Sinonimia
- Passiflora dumetosa Barb. Rodr.
- Passiflora erosa Rusby
- Passiflora heydei Killip
- Passiflora warmingii Mast.
- Passiflora warmingii subsp. chacoensis R.E.Fr.
- Passiflora weberiana Mast.[5]